# Ruta Estatal de Alabama 68
La Ruta Estatal de Alabama 68, y abreviada SR 68 (en inglés: Alabama State Route 68) es una carretera estatal estadounidense ubicada en el estado de Alabama. La carretera inicia en el Oeste desde la AL 75     cerca de Albertville en sentido Este hasta finalizar en la SR 114  en la línea estatal Alabama-Georgia cerca de Gaylesville, AL. La carretera tiene una longitud de 85,18 km (52.93 mi).

## Mantenimiento
Al igual que las autopistas interestatales, y las rutas federales y el resto de carreteras estatales, la Ruta Estatal de Alabama 68 es administrada y mantenida por el Departamento de Transporte de Alabama por sus siglas en inglés ALDOT.

## Cruces
La Ruta Estatal de Alabama 68 es atravesada principalmente por los siguientes cruces:
| Condado | Localidad    | Millas | Kilómetros | Destinos     | Notas                      |
| --- | ------------ | ------ | ---------- | ------------ | -------------------------- |
| Marshall |              | 0.000  | 0.000      | AL 75        |                            |
| DeKalb | Kilpatrick   | 7.741  | 4.810      | AL 168 sur   |                            |
| DeKalb | Crossville   | 9.850  | 15.852     | AL 227 sur   | Extremo oeste de la AL-227 |
| DeKalb | Crossville   | 10.079 | 16.221     | AL 227 norte | Extremo este de la AL-227  |
| DeKalb | Collinsville | 18.767 | 20.203     | I-59         |                            |
| DeKalb | Collinsville | 20.001 | 32.188     | US 11        | Extremo oeste de la US-11  |
| DeKalb | Collinsville | 20.569 | 33.103     | US 11        | Extremo este de US-11      |
| DeKalb |              | 24.094 | 38.776     | AL 176 norte |                            |
| Cherokee | Leesburg     | 29.269 | 47.104     | AL 176 este  |                            |
| Cherokee | Leesburg     | 30.319 | 48.794     | US 41 sur    | Extremo oeste de la US-411 |
| Cherokee | Centre       | 33.640 | 54.138     | US 41 norte  | Extremo este de la US-411  |
| Cherokee | Centre       | 35.854 | 57.701     | AL 283       |                            |
| Cherokee | Centre       | 36.071 | 58.051     | AL 9 sur     | Extremo oeste de la AL-9   |
| Cherokee | Cedar Bluff  | 41.301 | 66.468     | AL 9 norte   | Extremo este de la AL-9    |
| Cherokee | Gaylesville  | 46.040 | 74.094     | AL 35        |                            |
| Cherokee |              | 52.926 | 85.176     | SR 114       | Continuación en Georgia    |
| 1.000 mi = 1.609 km; 1.000 km = 0.621 mi Cerrada/Antigua • Terminal concurrente • Acceso incompleto • Propuesta/Sin abrir |              |        |            |              |                            |